# Bernie Schreiber
Bernie Schreiber   (Los Angeles, 20 de gener de 1959) és un ex-pilot de trial nord-americà. Va ser-ne campió del Món la temporada del 1979 a només 20 anys, essent el pilot més jove a aconseguir-ho fins aleshores, i és encara l'únic pilot nord-americà a haver guanyat mai aquest campionat. El 2021 va ser nomenat FIM Legend.
Schreiber és recordat sobretot per haver fet evolucionar espectacularment el trial gràcies al seu innovador estil de pilotatge. A finals de la dècada del 1970 va revolucionar el Campionat del Món amb el seu estil característic, en què destacaven els girs amb la roda del davant a l'aire, l'accionament de l'embragatge amb un sol dit i fins i tot petits salts amb ambdues rodes en plena zona, arribant a saltar amb la seva Bultaco Sherpa per damunt de vuit persones estirades a terra en proves Indoor. A partir d'aleshores, tots els pilots de trial van adoptar els seus mètodes i l'esport va evolucionar considerablement.

## Resum biogràfic
El 1967 es traslladà amb la seva família a La Crescenta, Califòrnia, on s'afeccionà a córrer per tota mena de terreny amb la bicicleta, per passar pocs anys després a pilotar motocicletes de petita cilindrada. El 1968 assistí com a aprenent a un curset de trial impartit per Pere Pi a Saddleback Park, prop de casa seva.
L'abril de 1971 guanyà la seva primera cursa motociclista en categoria Amateur 125 i aquell mateix any guanyà el títol de la categoria Amateur Ultra Lleuger. El juny del mateix any pujà a la categoria Expert i tingué ocasió d'entrenar amb l'anglès Rob Edwards, qui havia anat al sud de Califòrnia a impartir un curset de trial.
El 1972 guanyà, en categoria Expert, la tercera edició de El Trial de España, disputat anualment al sud de Califòrnia. Allà hi conegué Francesc Xavier Bultó, amo de Bultaco, i el campió europeu Sammy Miller, guanyador absolut de la prova. Estudiant la seva tècnica i la de Mick Andrews, que aleshores estava impartint cursos pels EUA, s'adonà que amb el temps podia arribar a vèncer els grans campions britànics.

### Oficial Bultaco (1974)
La primavera de 1973 passa a la categoria Master i a començaments de 1974 canvià el seu patrocinador habitual, Steve's Bultaco, per Bultaco International, l'importador de la marca als EUA, que el fitxà amb un acord que incloïa moto, recanvis i 100 dòlars mensuals. El gener del mateix any es disputà el primer GP de trial mai organitzat als EUA, i malgrat que Schreiber no arribava a l'edat mínima reglamentària li permeteren participar-hi com a pilot d'exhibició. La prova fou molt dura a causa de la pluja i només 11 pilots i Schreiber l'acabaren. La seva puntuació l'hagués situat en setè lloc, i com a premi Bultaco li cedí la Sherpa que havia pilotat Fernado Muñoz a la prova.
Poc després, beneficiant-se dels fons de l'ETDE (El Trial de España), feu el seu primer viatge a Europa juntament amb Marland Whaley, Martin Belair i altres pilots que hi anaven per a disputar el Trial de Sant Llorenç a Catalunya. Ell no hi pogué córrer, però estudià la prova i la tècnica que li caldria en el futur. A l'octubre disputà algunes proves del campionat interestatal i acabà l'any en novena posició. Com a premi per haver estat el millor del sud de Califòrnia, Bultaco International li lliurà un taló de 1.000 dòlars.

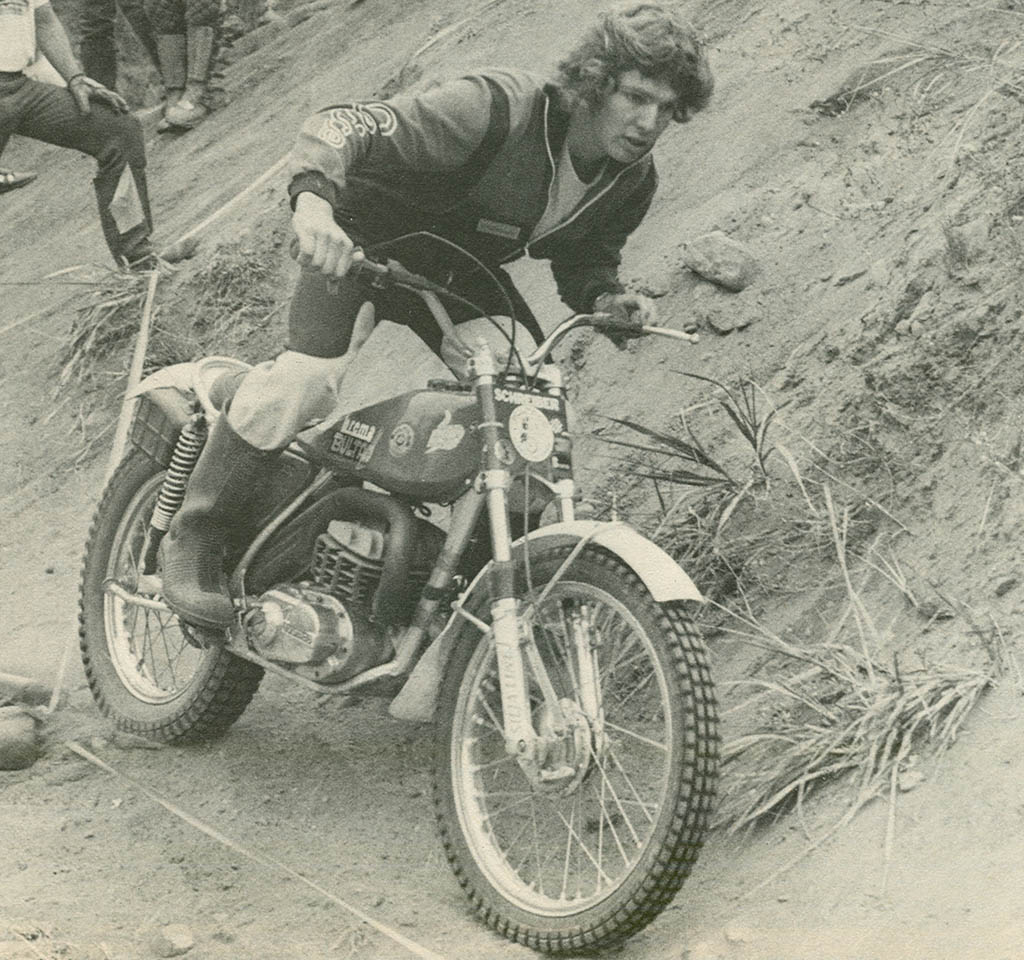
Schreiber amb la Sherpa T cap a 1976

El 1975 disputà poques proves del campionat americà per conflictes amb el calendari escolar. Al desembre guanyà l'ETDE en categoria absoluta.
El maig de 1976 se n'anà a veure els Sis Dies d'Escòcia de Trial amb Marland Whaley, sense poder-hi participar per tenir encara 17 anys. El quart dia de la prova, però, Charles Coutard s'hagué de retirar a les seccions de Ben Nevis a causa d'una lesió i suggerí a Schreiber que fes aquelles zones amb la seva moto. Schreiber, equipat amb el casc i la granota del francès, les escometé i penalitzà només 2 peus a les 8 zones, millorant així la puntuació parcial en aquelles seccions del vencedor final de la prova, Martin Lampkin.
De tornada als EUA, acaba sisè al campionat interestatal, guanyant dues de les quatre proves en què participa, i vencé a l'ETDE per segon any consecutiu.

### El salt a Europa (1977)

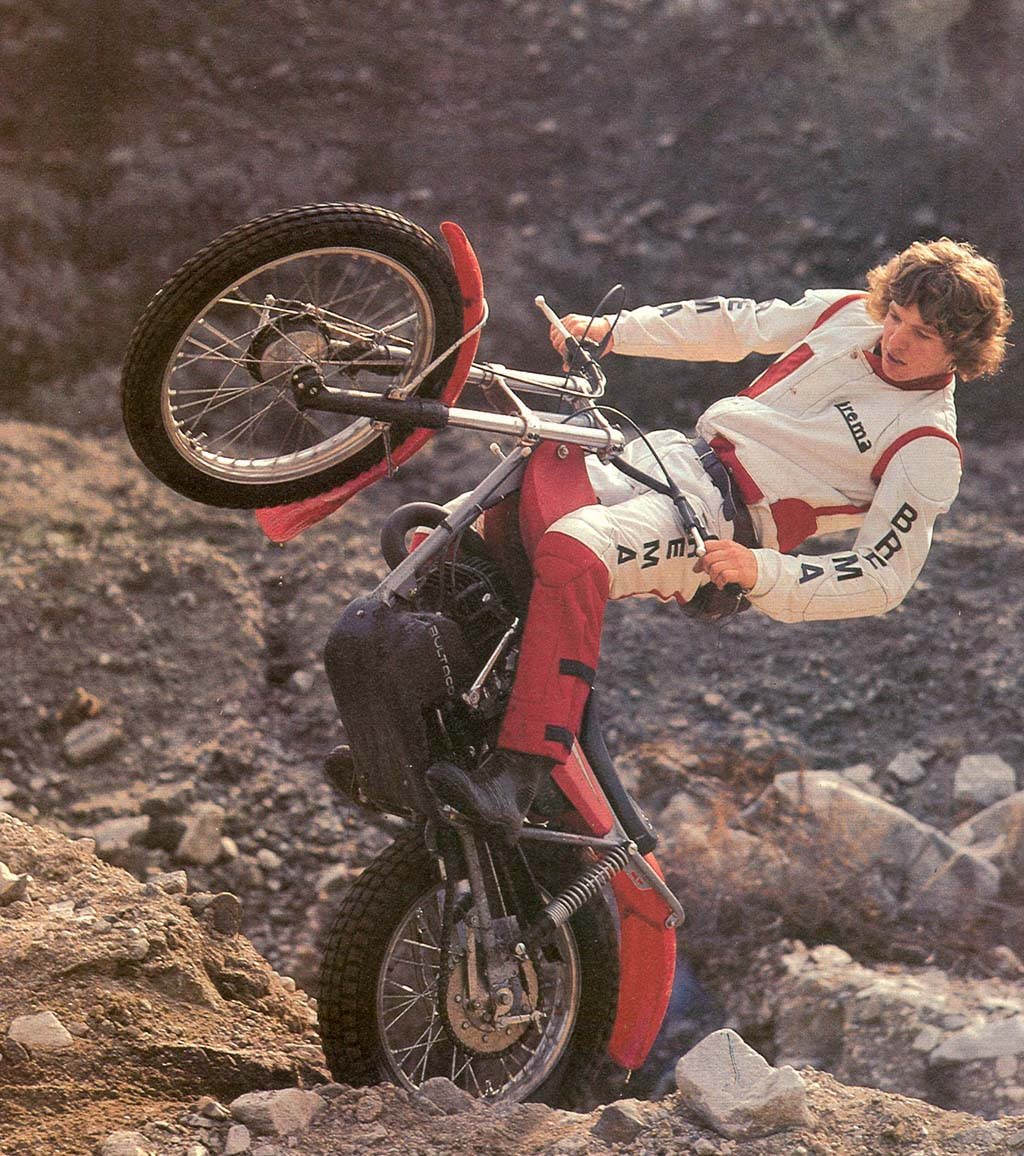
Bernie Schreiber entrenant-se amb la Sherpa T cap al 1978

A començaments de 1977 l'anaren a trobar a Los Angeles John Grace de Bultaco International i Joan Chalamanch, directiu de l'empresa, per tal de proposar-li disputar les quatre primeres rondes del mundial a Europa i veure què passava. En aquell moment només li mancaven tres setmanes per a graduar-se de l'educació secundària. El seu debut al mundial fou molt prometedor i finalment el disputà sencer, acabant-lo en setè lloc després de puntuar en nou de les 12 proves i aconseguir pujar al podi a Catalunya i Alemanya.
El 1978 guanyà per primera vegada una prova puntuable del mundial, el trial de França, i arribà a sumar tres victòries més per acabar la temporada en tercer lloc.

### El campionat mundial de 1979
L'any següent, 1979, Schreiber va començar el mundial -com d'habitud en ell- amb mals resultats a les primeres rondes. El campionat del món començava sempre cap a febrer, en condicions de fred extrem, a Irlanda del Nord, Gran Bretanya i Bèlgica. El californià Schreiber admetria més tard que mai no es va acostumar a pilotar en temperatures sota zero. Després d'aquell mal començament, el campionat semblava complicat per a Schreiber, però tot seguit un quart lloc als Països Baixos li va donar una mica d'alè. Durant les properes sis rondes va ser imparable, guanyant-ne tres i acabant al podi en les altres tres. Així doncs, després de nou rondes el nord-americà es va trobar de sobte liderant del campionat per un sol punt d'avantatge sobre Yrjö Vesterinen, el vigent tri-campió mundial.

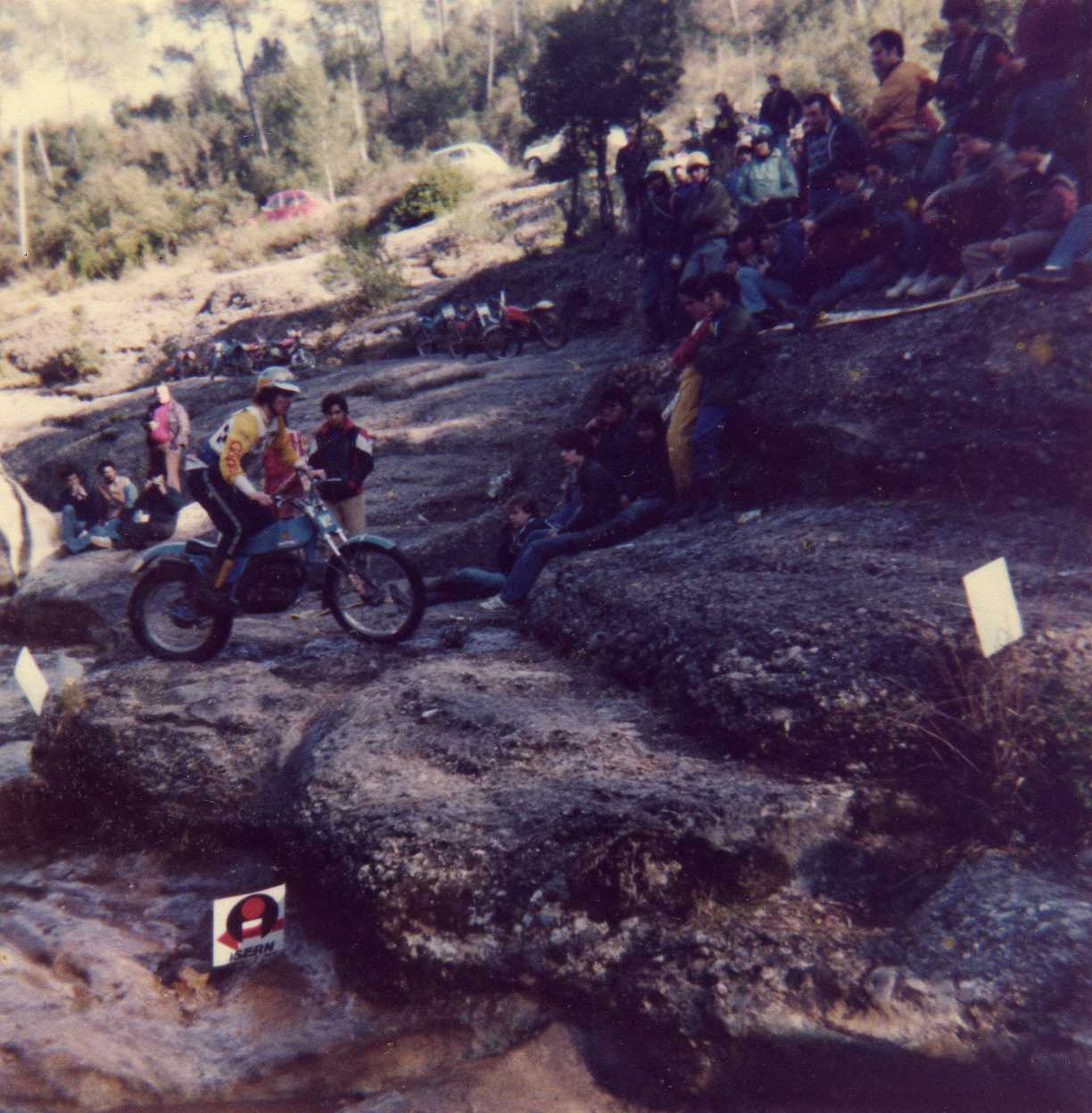
Amb la Sherpa T blava el

El punt d'inflexió va arribar en la 10a prova, el trial de Suècia, on no hi havia guanyat mai cap corredor no escandinau. Schreiber va començar sense gaire esperança en la victòria, però va acabar guanyant i augmentant així el seu avantatge sobre Vesterinen. «Va ser llavors quan vaig saber que guanyaria el campionat» -va dir més tard Schreiber- «Anava llançat!». Un mal resultat a Finlàndia, però, va deixar Schreiber amb només tres punts d'avantatge per abordar la ronda final a l'aleshores Txecoslovàquia. Necessitava com a mínim un segon lloc, en cas que Vesterinen guanyés, però en comptes de córrer de forma conservadora va sortir a guanyar. Ho va aconseguir i es va convertir en el primer nord-americà a guanyar el campionat i el campió del món més jove fins aleshores.
Schreiber va aconseguir encara molts més triomfs. El 1980 va establir un nou rècord de victòries en una sola temporada al campionat del món de trial, havent-ne guanyat 6 de les 12 disputades. Mai no va recuperar, però, el seu títol mundial tot i intentar-ho durant set anys.

### Crisi a Bultaco i declivi

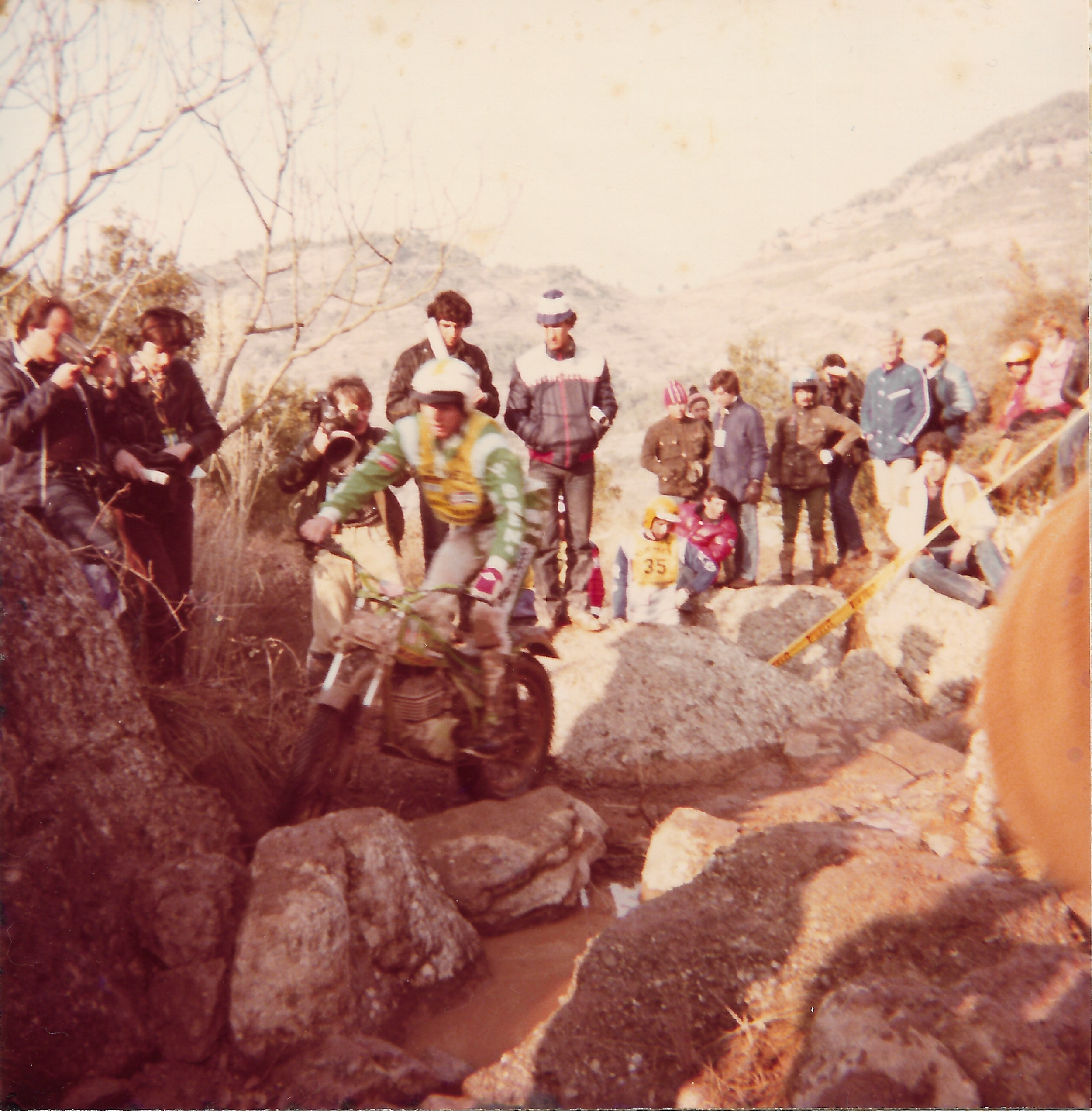
Bernie Schreiber amb la Italjet al Trial de Sant Llorenç de 1981

El 1980 va començar molt malament per la crisi i les vagues a Bultaco, que van comportar el tancament d'aquesta històrica empresa, de manera que Schreiber va haver de córrer les darreres curses del campionat amb la Italjet, moto creada per l'importador italià de Bultaco que de fet era una Sherpa T pintada de verd. Va guanyar quatre proves seguides, però va acabar subcampió darrere Ulf Karlson. L'any següent la Italjet no va estar a l'altura, així que el 1982 Schreiber va fitxar per la italiana SWM. Amb aquesta moto va tornar a quedar subcampió del món i va guanyar finalment els Sis Dies d'Escòcia al seu tercer intent.
Els dos anys següents, també amb SWM, va aconseguir un subcampionat i un tercer lloc respectivament. Fou el 1984 quan va escriure el seu famós llibre, Observed Trials, que esdevindria molt popular i es considera la "bíblia" d'aquest esport (feia pocs anys, el 1981, havia participat en la pel·lícula On Any Sunday II).
El 1985 deixà SWM una mica decebut pels resultats i fitxà per Garelli, marca debutant en trial. De seguida va veure que la moto no estava a l'altura, i va decidir deixar passar la temporada en blanc, sense tornar a córrer. Fou aleshores quan va aprofitar per a crear una escola de trial a França junt amb Gilles Burgat, campió mundial el 1981 y cunyat seu, car Bernie s'havia casat feia poc amb la seva germana Yannick.
El 1986 tornà a la càrrega, aquest cop amb un equip privat muntat amb son cunyat Burgat, amb el suport de Sonauto i Answer, tot pilotant una Yamaha TY amb la qual no va passar del setè lloc final a la classificació del mundial. Aquell any nasqué el seu primer fill amb Yannick Burgat.

### Retirada
Ja el 1987 fitxà per Fantic, essent amb 27 anys el pilot més veterà del mundial. Només en va disputar la primera cursa a Catalunya i la dels EUA. Aquell any va aconseguir el seu darrer títol de campió dels EUA, amb la Fantic 303, i es va retirar definitivament de la competició professional. El seu palmarès de 20 victòries era el segon més alt a la història del campionat del món de trial fins aleshores.
Després de la seva retirada va treballar com a manager internacional de vendes per a Europa de la marca d'accessoris per a moto Malcolm Smith, creada pel famós pilot nord-americà. Actualment, Bernie Schreiber treballa a la companyia rellotgera Tissot com a Manager Internacional d'Esponsorització, motiu pel qual se'l pot veure en esdeveniments esportius diversos com ara el Mundial de MotoGP.

## Palmarès
| Any             | Motocicleta     | Campionat del Món | Victòries en GP | Victòries en GP               | Campionat dels EUA | Altres      | Títols |
| --------------- | --------------- | ----------------- | --------------- | ----------------------------- | ------------------ | ----------- | ------ |
| 1977            | Bultaco         | 7è                | -               |                               |                    |             | -      |
| 1978            | Bultaco         | 3r                | 4               | FRA, ESP, USA i ITA           | 1r                 |             | 1      |
| 1979            | Bultaco         | 1r                | 4               | ESP, USA, SWE i CZE           |                    |             | 1      |
| 1980            | Bultaco/Italjet | 2n                | 6               | ESP, FRA, ITA, FIN, SWE i CZE |                    |             | -      |
| 1981            | Italjet         | 6è                | -               |                               |                    |             | -      |
| 1982            | SWM             | 2n                | 2               | GBR i CAN                     | 1r                 | 1r als SSDT | 1      |
| 1983            | SWM             | 2n                | 2               | ESP i SWE                     | 1r                 |             | 1      |
| 1984            | SWM             | 3r                | 2               | GBR i GER                     |                    |             | -      |
| 1985            | Garelli         | - Any en blanc -  | -               |                               |                    |             | -      |
| 1986            | Yamaha          | 7è                | -               |                               |                    |             | -      |
| 1987            | Fantic          | 20è               | -               |                               | 1r                 |             | 1      |
| Total victòries | Total victòries |                   | 20              |                               |                    |             |        |
| Total títols    | Total títols    | 1                 |                 |                               | 4                  |             | 5      |

1. ↑  Al total de títols s'hi compten tots els campionats estatals o internacionals guanyats

Altres
A banda els èxits aquí reflectits, Schreiber va establir diverses fites, com ara aquestes:
- Quan va guanyar el seu campionat mundial, el 1979, amb només 20 anys i set mesos d'edat, Schreiber fou el campió del món més jove de la història.
- Va disputar 109 proves del mundial en 9 temporades, amb 20 victòries, 15 segons i 13 tercers, cosa que suma 48 podis.
- Va guanyar també nombroses proves Indoor, com ara la més prestigiosa d'aquesta modalitat, l'Indoor Trial Solo Moto de Barcelona, que guanyà amb Bultaco els anys 1979 i 1980.[7]

## Resultats al Mundial de trial
Font:
| 1977 | Bultaco           | IRL - | GBR - | BEL 5  | ESP 3 | FRA 5 | GER 2 | USA -  | CAN 7 | SWE 8  | FIN 6  | CZE 8 | SUI 7 | 53  | 7è  |  |  |  |  |
| 1978 | Bultaco           | IRL 9 | GBR 8 | BEL -  | FRA 1 | ESP 1 | GER 2 | USA 1  | ITA 1 | AUT 2  | SWE 3  | FIN 6 | CZE 2 | 116 | 3r  |  |  |  |  |
| 1979 | Bultaco           | IRL - | GBR 7 | BEL 6  | NED 4 | ESP 1 | FRA 2 | CAN 3  | USA 1 | ITA 2  | SWE 1  | FIN 7 | CZE 1 | 115 | 1r  |  |  |  |  |
| 1980 | Bultaco / Italjet | IRL 4 | GBR 8 | BEL 5  | ESP 1 | AUT 7 | FRA 1 | SUI -  | GER - | ITA 1  | FIN 1  | SWE 1 | CZE 1 | 111 | 2n  |  |  |  |  |
| 1981 | Italjet           | ESP 3 | BEL 8 | IRL -  | GBR - | FRA 4 | ITA 3 | AUT 6  | USA 8 | FIN 5  | SWE 3  | CZE 2 | GER - | 66  | 6è  |  |  |  |  |
| 1982 | SWM               | ESP 2 | BEL 2 | GBR 1  | ITA 2 | FRA 3 | GER 2 | AUT 3  | CAN 1 | USA 3  | FIN 10 | SWE 4 | POL 3 | 127 | 2n  |  |  |  |  |
| 1983 | SWM               | ESP 1 | BEL 4 | GBR 3  | IRL 2 | USA 6 | FRA 2 | AUT 2  | ITA 4 | SUI 3  | FIN 5  | SWE 1 | GER 3 | 123 | 2n  |  |  |  |  |
| 1984 | SWM               | ESP 3 | BEL 8 | GBR 1  | IRL 4 | FRA 4 | GER 1 | USA 10 | CAN 6 | AUT 6  | ITA 5  | FIN 4 | SWE 4 | 152 | 3r  |  |  |  |  |
|      |                   |       |       |        |       |       |       |        |       |        |        |       |       |     |     |  |  |  |  |
| 1986 | Yamaha            | BEL - | GBR 8 | IRL 11 | ESP 8 | FRA 9 | USA 8 | CAN 12 | GER 9 | AUT 11 | ITA 12 | SWE 5 | FIN 8 | 75  | 7è  |  |  |  |  |
| 1987 | Fantic            | ESP 8 | BEL - | GBR -  | IRL - | GER - | FRA - | USA 13 | AUT - | ITA -  | CZE -  | SUI - | SWE - | 11  | 20è |  |  |  |  |

## Obra publicada
- Schreiber, Bernie; Weed, Len. Observed trials (en anglès).  Cleensheet Enterprises, 1983. ASIN B0007388JU.